# Jean-Luc Sauron
Pour les articles homonymes, voir Sauron (homonymie).
 (février 2016).
Jean-Luc Sauron est un juriste français né le 30 octobre 1957 à Boulogne-Billancourt (Hauts-de-Seine). Ancien juge d'instruction, il devient par la suite Conseiller d'État. Il est responsable au Conseil d'État de la cellule de veille européenne ainsi que professeur de droit européen à l'université Paris-Dauphine.

## Biographie
Né le 30 octobre 1957 à Boulogne-Billancourt, Jean-Luc Sauron a eu une éducation dans un collège jésuite du 16e arrondissement : Saint-Louis de Gonzague. Il poursuivra des études supérieures à Sciences-Po Paris, et obtiendra par la suite une licence d'histoire, il rejoindra plus tard l'école nationale de la magistrature. Il deviendra secrétaire général de l'Union syndicale des magistrats dans les années 1990 puis quittera ce poste, ainsi que celui de juge d'instruction pour devenir maître des requêtes au Conseil d'état.
Après avoir été juge d'instruction, Jean-Luc Sauron s'est intéressé aux questions européennes et communautaires. En 1992, il est ainsi nommé conseiller juridique au secrétariat général du Comité interministériel pour les questions de coopération économique européenne. De 1996 à 2004, il se rend sur le terrain des pays d'Europe centrale et orientale ainsi que dans les Balkans où il contribue aux sessions de formation des fonctionnaires.
En 2007, il devient rapporteur d'un groupe de travail du Conseil d'État chargé de répondre à une commande du Premier ministre sur Pour une meilleure insertion des normes communautaires dans le droit national.
Nommé Conseiller d'État en août 2011, il est également président de l'Association de juristes européens, et vice-président délégué du Mouvement européen-France, membre du comité éditorial de la revue Questions internationales, et membre de la Société française de législation comparée. Il consacre une partie de son temps à l'enseignement : après avoir été professeur associé à l'Université Robert Schuman en droit communautaire, il devient professeur associé à Paris-Dauphine où il enseigne le droit processuel européen et les relations extérieures de l'Union européenne.
Il est chevalier de la Légion d'honneur et officier dans l'Ordre des Palmes académiques et de l'Ordre national du Mérite.
Jean-Luc Sauron est marié à une juge d'instruction et est père de 4 enfants.

## Chroniqueur radio
Depuis décembre 2012, Jean-Luc Sauron est chroniqueur de l'émission de radio Regards sur la politique, sur Fréquence protestante.
Dans une chronique de 3 à 5 minutes Jean-Luc Sauron monte au créneau pour défendre sa vision militante de l'Europe. Le 19 janvier 2012, il s'insurge contre « la lâcheté de nos partenaires européens » dans le cadre de l'opération Serval au Mali : « Face à ce danger tout à fait comparable à ce qui s'est déroulé dans les années 30 sur le continent, comment se sont comportés nos partenaires européens ? Disons-le, avec une retenue coupable ». « Si je comprends bien, l'Europe se résumé à une contrainte budgétaire ou au sauve-qui-peut fiscal fiscal chacun baissant ses impôts pour piquer les entreprises installées chez ses voisins européens. Et après vous êtes étonnés que l'Europe n'ait pas de pitié aux yeux des Européens ? »

### Interventions médias
Après avoir signé plusieurs tribunes pour le site français Atlantico, il est désormais chroniqueur invité de la version française du Huffington Post. Il est également souvent interviewé, lors de débats portant sur l'Europe, pour éclaircir les questions communautaires et européennes complexes et donner son pronostic. Il participe ainsi à des émissions comme Ce soir (ou jamais !), Les 4 vérités ainsi que sur des radios tel que France Inter (Le téléphone sonne, L'invité de 22H10), sur BFM (Good morning week end) ou encore Europe 1 (Regarde les hommes changer).

## Publications
Jean-Luc Sauron est l'auteur de plusieurs ouvrages de vulgarisation et de pédagogie sur l'Union européenne :
- Il a dirigé et participé à l'ouvrage Comprendre l'Union européenne à la Documentation française (mai 2016).
- Procédures devant les juridictions de l'Union européenne et devant la CEDH, Lextenso edition, collection Master Pro - Cet ouvrage répond à la conviction qu'il n'est plus possible pour un juriste français de ce début de XXIe siècle de ne pas avoir une connaissance précise des procédures devant les juridictions de l'Union européenne et devant la Cour européenne des Droits de l'Homme. Il intègre aussi bien les modifications opérées par le traité de Lisbonne concernant les juridictions de l'Union européenne que celles entraînées sur la procédure devant la CEDH par l'entrée en vigueur le 1er juin 2010 du protocole n° 14.
- Le Puzzle des institutions européennes, Lextenso edition, collection Master Pro - Ce « manuel » est consacré aux structures institutionnelles et aux processus décisionnels des différentes organisations européennes.
- Le Parlement européen, tout savoir en 30 questions
- Le puzzle européen: Vers un continent solidaire ?
- La Constitution européenne expliquée
- Comprendre le Traité de Lisbonne
- L'Europe est-elle toujours une bonne idée ?, Gualino, Lextenso éditions, 2011

## Engagements
Jean-Luc Sauron a contribué, aux côtés de Gisèle Halimi, à l'élaboration de la clause de l'Européenne la plus favorisée pour défendre les droits des femmes.
Président de l'Association des juristes européens, il est également vice-président délégué du Mouvement européen-France.

## Décorations
- Officier de l'ordre national du Mérite Il est promu officier par décret du 2 mai 2012[1]. Il était chevalier du 1er février 2000.
- Officier de la Légion d'honneur
- Officier de l'ordre des Palmes académiques